# Takaró Kristóf
Takaró Kristóf (Budapest, 1993. június 22. –) magyar színész.

## Életpályája
Kiskunlacházán nőtt fel. A kunszentmiklósi Baksay Sándor Református Gimnáziumban érettségizett, majd részt vett egy OKJ-s színészképzésen is. 2014-2019 között a Kaposvári Egyetem színművész szakán tanult, Eperjes Károly osztályában. 2019-től a Pécsi Nemzeti Színház tagja.

## Fontosabb színházi szerepei

### Pécsi Nemzeti Színház
- A Montmartre-i ibolya (Henry, 2018)
- Magyar Elektra (Orestes, királyfi, Elektrának öccse; 2018)
- Játék a kastélyban (Ádám, 2019)
- Az úrhatnám polgár (Tánctanár, 2019)
- Főfőnök (Gorm, 2019)
- Oliver! (Charlie, 2019)
- Csókos asszony (Ibolya Ede, 2020)
- Kőműves Kelemen (Máté, 2020)
- Ármány és szerelem (Ferdinánd, 2020)
- Ö.K.Ö.R (2021)
- Valahol Európában (Hosszú, 2021)
- A nagymama (Ernő, 2021)
- Chicago (Fred Casely, 2022)
- Primadonnák (Jack, 2022)
- A víg özvegy (Raoul Saint Brioche, 2023)
- Tiktok titok (Egy fiú, 2023)
- Don Juan (Guzmán, Elvira samesza, 2023)
- Furcsa pár (Vinnie, 2023)
- A király beszéde (Bertie – york hercege, 2024)

## Díjak
- Szendrő József-díj (2023)[7]